# Margaret McCulloch

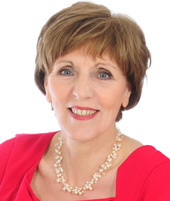
Margaret McCulloch

Margaret McCulloch (* 9. Mai 1952 in Glasgow) ist eine schottische Politikerin und Mitglied der Labour Party.

## Leben
McCulloch besuchte die Glasgow Caledonian University und schloss mit einem Certificate in Electronic Business ab. Außerdem erlangte sie Zertifikate in Informationstechnologie am South Lanarkshire College und klinischer Hypnotherapie an der Thames Valley University.

## Politischer Werdegang
Bei den Schottischen Parlamentswahlen 2011 trat McCulloch als Kandidatin auf der Regionalwahlliste der Labour Party für die Wahlregion Central Scotland an. Auf Grund des Wahlergebnisses gelang ihr als einer von drei Labour-Politikern der Einzug in das Schottische Parlament für Central Scotland. Zum Ende der Wahlperiode schied sie aus dem Parlament aus.